# Igors Sokolovs
Igors Sokolovs (ur. 17 sierpnia 1974 w Rydze) – łotewski lekkoatleta specjalizujący się w rzucie młotem, uczestnik igrzysk olimpijskich w 2008 roku oraz 2012 roku.
Jest posiadaczem rekordu Łotwy w rzucie młotem - w 2009 roku rzucił na odległość 80,14 m.

## Życiorys
Trzykrotnie brał udział w mistrzostwach świata. W 2007 roku zajął 14. miejsce, w 2011 roku 20. miejsce, zaś w 2013 19. miejsce. W 2010 podczas mistrzostw Europy zajął 14. miejsce z odległością 73,29 m.
W 2009 roku zdobył srebrny medal podczas Światowego Finału IAAF 2009.
Reprezentował Łotwę na dwóch edycjach igrzysk olimpijskich. W Pekinie w 2008 roku zajął 19. miejsce, zaś cztery lata później, 21. miejsce.